# Wojciech Jacek Wojdak
Wojciech Jacek Wojdak (* 13. März 1996 in Brzesko) ist ein polnischer Schwimmsportler. Der Beckenschwimmer hat sich auf die Freistildistanzen ab 400 Meter spezialisiert und ist mehrfacher Polnischer Meister.

## Karriere
Wojdak, in Brzesko im Powiat Brzeski in der Wojewodschaft Kleinpolen geboren, wuchs in Maszkienice auf und bestritt seinen ersten Wettkampf als Neunjähriger für Wiking Brzesko.
Der heute für den Verein UKP Unia Oświęcim antretende Athlet holte 2014 die Polnische Meisterschaft über 1500 Meter in 15:09,97 min; über 400 Meter gab es für ihn Silber in 3:51,20 und über 800 Meter Bronze in 7:58,45.
Noch erfolgreicher waren für ihn die Meisterschaften 2015 in Stettin: Gold über 1500 und 800 Meter (15:05,34 und 7:53,23).
Silber erreichte er über 400 Meter in 3:50,64 min.
Im August 2015 bestritt er dieselben drei Strecken auch bei den Schwimmweltmeisterschaften im russischen Kasan. Über 1500 Meter verfehlte er das kleine Finale knapp und wurde in 15:14,28 min Siebzehnter. Dem gegenüber standen zwei sechste Plätze in den Endläufen über 400 und über 800 Meter (3:46,81 und 7:45,90). Sieger war hier jeweils der Chinese Sun Yang (3:42,58 und 7:39,96).
Bei den Kurzbahnweltmeisterschaften 2016 in Windsor gewann er über 1500 Meter die Bronzemedaille.
Er gewann bei den Schwimmweltmeisterschaften 2017 mit einer Zeit von 7:43,73 Minuten hinter Gabriele Detti die Silbermedaille in der Disziplin 800 Meter Freistil.